# Zvjezdane staze 2: Khanov bijes
Zvjezdane staze 2: Khanov bijes (eng. Star Trek: The Wrath of Khan), američki znanstveno-fantastični film iz 1982. godine, drugog filma iz serijala Zvjezdane staze kojeg je, za Paramount Pictures snimio redatelj Nicholas Meyer.

## Radnja
Pojavom starog neprijatelja u potrazi za osvetom, admiral James T. Kirk (William Shatner) prinuđen je još jednom krenuti u akciju i preuzeti zapovjedništvo nad Enterpriseom.
Dr. McCoy (DeForest Kelley) i Mr. Spock (Leonard Nimoy) nagovaraju ga da prihvati naoko laganu misiju. Riječ je o projektu Genesis kojim je moguće relativno jednostavno i efikasno oživiti beživotne planete. Ipak, ubrzo će se pokazati kako je riječ o sve samo ne laganoj misiji. Naime prilikom istraživanja jednog od navodno beživotnih planeta posada USS Relianta uspjeva locirati znakove života.
Ubrzo će doznati da planet nastanjuje misteriozni odmetnik Khan kojeg je Kirk prije tri godine prognao te ovaj živi za osvetu.

## Glavni likovi
- James T. Kirk (William Shatner) - kapetan Enterprisea i admiral Zvjezdane flote.
- Spock (Leonard Nimoy) - poluvulkanski znanstveni časnik na Enterpriseu.
- Leonard McCoy (DeForest Kelley) - liječnik na Enterpriseu.
- Montgomery Scott (James Doohan) - glavni brodski inženjer.
- Pavel Chekov (Walter Koenig)
- Uhura (Nichelle Nichols) - časnica za komunikaciju na Enterpriseu.
- Hikaru Sulu (George Takei) - glavni kormilar na Enterpriseu.